# Tihu looduskaitseala
Rezerwat przyrody Tihu (est. Tihu looduskaitseala) – rezerwat przyrody leżący na wyspie Hiuma w prowincji Hiuma, Estonia. Rezerwat położony jest na granicy trzech gmin: Kõrgessaare, Emmaste i Käina. Oddalony jest o około 3 km od rezerwatu Leigri looduskaitseala. Rezerwat oznaczony jest kodem KLO1000310.
Rezerwat został założony w 1961 roku w celu ochrony naturalnego środowiska leśno bagiennego w bardzo niewielkim stopniu dotkniętego działaniem człowieka. Na terenie rezerwatu znajdują się trzy niewielkie jeziorka Tihu, Tihy Kolmas oraz Tihu Kresmine, których pochodzenie datowane jest z okresu morza litorynowego. Rezerwat obejmuje także położone w lesie ujście rzeki Vanajõgi, która jest ważnym obszarem tarłowym troci wędrownej.
Roślinami chronionymi są między innymi: żłobik, Neottia cordata, Kruszczyk szerokolistny. Do zwierząt objętych ochroną gatunkową należą: zalotka większa, zalotka spłaszczona, strzępotek hero. Obszar rezerwatu jest także jednym z niewielu miejsc występowania zagrożonego wyginięciem gatunku norki norki europejskiej.